# 트랩트 볼
트랩트 볼(trapped ball)은 야구에서 땅이나 펜스의 튄 후 야수에게 잡힌 볼은 야수들이 직접 노바운드로 잡은 것으로 같은 시늉을 하기도 한다.